# 脳噛ネウロ
脳噛ネウロ（のうがみ ねうろ）は『魔人探偵脳噛ネウロ』に登場する架空のキャラクターで、本作の主人公。アニメ・ドラマCDにおける声優は子安武人。

## プロフィール
- 身長：188～220cm
- 体重：65～120kg
- 年齢：地上の言語では表記不能
- 誕生日：16月344日（これをグレゴリオ暦に換算すると、弥子の誕生日と同じになる）
- 嫌いな動物：カピバラ（魔界のものは東京都庁を超える大きさ）

## 人物
『謎』（正確には「謎」を解いた時にのみ発生するという特殊なエネルギー）を唯一の栄養源とする突然変異種の魔人。絶えず脳髄の空腹を抱え、本来の住処であった魔界の謎を喰い尽くした後、その飢えを永遠に満たすことのできる『究極の謎』を求めて地上に降り立った。地上に来てまもなく桂木弥子と出会い、『地上で目立ってしまうのは魔人のマナーに反する』として、彼女を隠れ蓑に選んで謎を探し始める。
地上で目立つのを避けるため、弥子を探偵に仕立て上げ自分の推理を全て弥子の手柄にさせ、自身は助手と称している。普段は長身痩躯で端正な顔立ちの男性の姿をしているが、真の姿は捩れた角に鳥類の如き頭部と腕を持った怪人で、能力使用時や謎の気配を見つけて嬉しくなった時にはその姿に戻る。特定の対象に向かって指を指す時は人差し指ではなく中指で指す癖がある。
一人称は「我が輩」、傲岸不遜で自他共に認めるドS。助手を演じる際は自分のことを「僕」と呼ぶ礼儀正しい好青年として振る舞う。助手演技のままで、弥子に毒舌やデリカシーのない発言をすることが多々ある。弥子や吾代を虐めて遊ぶのが趣味だが、彼らは「奴隷」「道具」というだけあって自身の「所有物」であり、それなりに愛着を持っている様子である。基本的に、自身の正体を知っている者には敬語を使わない。後に笹塚に正体を知られるが、既に敬語会話が慣れているとして継続している。
地上に来た当初は人間を格下の存在、あるいは単なる食糧源としか見なしていなかった。だが、アヤ・エイジアの事件をきっかけに人間の可能性に興味を持ち始め、次第に人間を「究極の謎」を作り出す可能性を秘めた種族であるとして大いに評価するようになる。自分を殺そうと工夫を凝らし、人間離れした姿に変貌してゆく怪盗Xには感動すら抱き、数々の事件を通して観察力を研ぎ澄ましていく弥子にも期待を寄せている。
人間を遥かに凌駕する頭脳を持ち、地上のあらゆる知識を吸収している。本来その身体は1億度以上の業火にも耐え、「核弾頭を使っても殺せない」と自称する程の強度を持ち、さらに腕などを両断されても切断面を合わせればその場で元通りになるという、常識を超えた生命力を誇っていた。しかし地上においては人間にとって酸素に相当する瘴気が不足するために、その強靭な体も弱る一方であり謎を喰って得た魔力で普段から強化することでそれをしのいでいるという。しかも魔界能力の使用等によって魔力を消費したりダメージの蓄積が増えたりすればそれもかなわなくなり、加速的に弱体化する。魔界ではほとんど眠らなかったらしいが、地上に来た現在では睡眠が必要になっており、弱るごとにその時間も長くなる。
早坂編の頃には既に弱体化がみられていたが、それでもXを難なく倒すほどであった。HAL編では魔力の消耗によりかつてないほどに弱体化し、絶体絶命の危機を迎えるも、HALの謎喰いに成功してほぼ全快する。しかし、シックスと敵対後は、敵の作戦で魔力の消耗を強いられ、再び弱体化し始め、致命的な不安材料を抱えることになる。
『謎』（先述の、固有名詞である）以外の問題を解いても栄養にはならず腹もふくれない。加えて、シックスとの最終決戦へとつながる一連の事件を通じて、謎は本人が心から望んだ悪意の中で生まれた「天然もの」でなければならないという結論に至り、シックスがネウロのために多数の人間を脅し殺し合わせて作らせた謎を「養殖」として認めなかった。その上で、種を確立するために人間を滅ぼそうとしているシックスら「新しい血族」にははっきりとした敵意を初めて示し、謎を確保するためその「畑」である人間を守る行動をとっている。
魔界での詳しい素性は明かされることなく完結したが、ゼラによれば「魔界でその名を恐れられた上級魔人」であったという。
氏名の由来は、作者が苗字に「脳」という言葉を入れたかったことから、劇作家の鴻上尚史からヒントを得て「脳噛」とし、名前は神経細胞を示すニューロン（Neuron）から付けた。作中でもHALに、「名前通りに、ニューロン（脳細胞）の申し子」と評されている。
また、『こち亀』が大好きらしく、「読んだことがない」と言っていた割には「真の化け物は誰なのか教えてやろう」と言って殺せんせーと「浅草物語」の名シーンを再現したり、「秋本治のような人間こそ真の化け物だと吾輩は思うぞ」と殺せんせーに向かって言っていた（これに対し殺せんせーは「ははは、違いねぇ！」と村瀬そっくりの顔つきで言っていた）。弥子に『こち亀』を全巻買わせたとのこと。
『ジャンプアルティメットスターズ』のネウロの「コマ相性」にムヒョがおり、ムヒョとは互いに仲が良いらしい。

## 結末
原作・アニメ共に形や経緯こそ違うが、最後は弥子の前に姿を現している。

### 原作
シックスとの決着後は更に魔力を消耗したため魔界に帰ろうかどうか迷うが弥子の説得で諭され、彼女に「留守は任せたぞ、相棒」と初めて彼女を奴隷ではなく対等の存在として扱った直後、ゼラの口から魔界へと帰っていった。そして3年後、飛行機に乗っていた弥子の前に再び姿を現す。

### アニメ
南米の遺跡にてXに捕らわれた弥子を救出すべく、Xに挑むが自身の体の弱体化のせいもあって圧倒的なXの力を前に瀕死の重傷を負うが、魔界への入り口が開いたことで瘴気に触れて復活し、逆に今度はXを完膚なきまでに叩きのめす。崩れる遺跡から脱出後、Xを連れて帰ると決意する弥子に自分が弥子を選んだ理由を彼女に伝え、魔界の門を閉じるために門に向かって飛び立ち姿を消す。事件後、探偵事務所を閉める準備をする弥子の前に再び姿を現す。

## 魔界777ツ能力（まかいななひゃくななじゅうななつどうぐ）
犯行現場の捜査や犯人への制裁、時には単なる娯楽の目的でネウロが用いる数々の奇妙な道具（能力）。魔界のアイテムや生物を呼び出して用いる。本作品を盛り上げる重要なアイテムである。いずれも強力な道具であるが、使用の際は魔力を消費する（尚、本編のイメージカットで消費する魔力量が数値化されている場面がある）。
魔界の凝視虫（イビルフライデー）
口から目玉の形をした魔界の虫を大量に放出し、現場を探索させる。読みきり版でも類似の魔界能力が登場しており、「魔界の千里眼（イビルフォーカス）」と呼称されている。
異次元の侵略者（イビルスクリプト）
体の一部もしくは全身をデータ化し、パソコンなどのモニターに直接手を入れてハッキングを行う。ハッキング中は全くの無防備になる上、ハッキング中にプログラムなどに攻撃されるとそのダメージは現実世界に戻ってもフィードバックされる。HAL編途中よりデザインが変更されている。
断面への投擲（イビルジャベリン）
物体を切断せず、刃先から発せられるソナーにより通過した物質の材料を解析する槍。
無気力な幻灯機（イビルブラインド）
対象者の周囲10mにおける存在の解像度を大幅に下げ、極端に目立たなくさせる（レーダーにも映らなくなる）。本来は暗殺用の能力。事務所獲得時、空母突入時、シックスのアジト襲撃時の3回使用した。
魔界の追尾蟲（イビルストーカー）
特定した人物を追跡する魔界の虫。アンモナイトに数個の眼球や羽が付いたような形状をしている。
拷問楽器「妖謡・魔」（イビルストリンガー）
弦のない弦楽器と蝙蝠に似た弾き手の形をしている。寄生対象の痛覚神経を引きずり出して弦とし、それを弾いて宿主の脳内に直に騒音と激痛を味わわせる。糸田と庵治川に対して使用。
卑焼け線照射器（イビルロウビーム）
篠原に使用。対象者の網膜に、特定の映像（篠原に対しては、無数の目から見られている映像）を焼き付ける。
毒入り消毒液（イビルキャンセラー）
ネウロの口から噴出する液体。この液を被った者は周りから見えなくなるが、同じ液を被った者同士なら互いが見える。ただし視覚しか消せない為、足音や話し声などで気付かれる可能性がある。無気力な幻灯機の同類であるが、持続時間が長い為、追跡行動に向いている道具。
孔雀色の絵の具（イビルコクーン）
背中に一塗りするだけで癒し（卑し）ムードに包まれる絵の具。
目潰し目薬（イビルドロップ）
目に注して瞬きをすると破壊光線を発射できる目薬。実際には使用していない。『ジャンプアルティメットスターズ』ではネウロ/弥子のガード崩し攻撃になっている。
生まない女王様（イビルバジャー）
芋虫に女性器と乳房を組み合わせたような醜悪なデザインの、とても偏食な魔界の虫。胃に寄生し、それぞれ特定の食べ物だけを求めるよう脳に働きかける。デイビットに使用し、納豆を食い続けないと呼吸困難になる体質にしてしまった。なお、アニメ版では使用していない。
単行本5巻のおまけによれば、本来「生まない女王様」は誤植で、正式な名称は「産まない女王蟻」であったのだが、「どうせもう出番はないから」との理由で修正されなかったという。
追尾蟲の追尾蟲（イビルステッカー）
魔界の追尾蟲に対応した受信機。対象者が近くに居ると反応が強くなってステッカーを張った部分が立つ。間違っても中指の腹に貼ってはいけない。
虚栄の兜（イビルフルフェイス）
警察からの逃走に使用。仮面のような物から発せられるただの煙幕。
泥の指輪（イビルディバーシー）
魔力が込められた髪留め型の魔界電池で、ネウロとあかねちゃんが使用している。これを付けた事によりあかねちゃんの活動時間や髪の色は思いのままとなり、この能力で一時的に弥子と合体し、「弥かねちゃん」になれる。ただし、長時間合体状態でいると徐々に髪と土台の力関係が逆転し、最終的には2人の人格が入れ替わってしまう。
またネウロの場合、普段身に着けることでほんの僅かずつだが魔力を回復させ、緊急時には噛み砕く事で蓄えられた魔力を一気に補充する事も出来るが、その場合「泥の指輪」自体が失われる為、その後の魔力回復は鈍くなる。色はネウロの物が黄色で、あかねちゃんの物は人肉色（地上で言うピンク色）。
禁断の退屈（イビルステーション）
ネウロが魔界から持ってきたゲーム機。化け物だらけの魔界の様子を再現できる。ネウロがやっていたのは地上のゲームには無いジャンルだが、恋愛シミュレーションに近いらしい。
地獄の地獄耳（イビルバタフライ）
耳でできた蝶の形をした、魔界の盗聴器。親機を対象の部屋の壁に設置し、子機を耳につければ拾った会話を囁いてくれる。しかし子機は時折気紛れでくしゃみをし、それと共に脳まで貫くかのような巨大な針が飛び出すので耳につけている間は常に警戒しなければならない。
理性の媚薬（イビルアンプル）
飲むと脳内の伝達物質の回転速度が2倍になる液体。
理性的逆上（イビルファンブル）
『理性の媚薬』の強化版。ネウロ曰く魔人用で、人間が接種すると脳が耐え切れず、高い知恵熱におかされる。デザインは「脳のホムンクルス（体性感覚）」の図によく似ている。
醜い姿見（イビルリフレクター）
光ではなく物体を反射する、巨大な鏡。敵の飛び道具を跳ね返す能力により、朝永率いるHAL銃犯罪部隊をまとめて倒す。デザインは『白雪姫』に登場する魔法の鏡。
惰性の超特急5（イビルレイピッド）
機関車のような魔界の乗り物。1秒でマッハまで加速する為、普通の人間が乗り込むとGに負けて体が引き千切れる。そのため実際には使用されなかった。
城壁の苔（イビルサラウンダー）
魔界の植物。金属を餌としている為、外敵に狙われるとそれを護る性質を持つ。車内に侵入しようとしたHALの兵隊たちに対して使用した。
硫酸の粉雪（イビルブリザード）
雪だるまのような形をした本体から雪を降らせ、触れたものを溶かしてしまう。番外編で登場した。
足音の化石（イビルセンティピード）
池谷の事件で使用。いつも誰かに踏まれてきた大地の嘆きを、大地に代わって訴える魔界の靴。靴で出来た百足のような形をしており、特定の人間がその現場に来た回数を靴の足跡で示す。
花と悪夢（イビルラベンダー）
怪盗Ｘに使用。自らの手をラベンダーの花弁の形を模したドリルに変え、攻撃対象を一撃で貫く。その瞬間に人間の掌のような花弁が大きく開花する。アニメでは最終話で怪盗Ｘに使用した。
銀の被雷針（イビルプレッシャー）
怪盗Ｘに使用。後頭部から巨大なスタンガンの怪物を召喚し、魔界の電流を浴びせる。
素直な二枚舌（イビルテイスター）
舌に着けると、『甘さ』と『塩辛さ』、『辛さ』と『苦さ』があべこべになる魔界の舌。
拒食の工兵隊（イビルカーペンター）
DR戦で使用。工具を模した大柄な骸骨姿の工兵と、その統制下にある小型の工兵集団からなる部隊。小型の工兵達は大型の背骨の部分に埋め込まれた形で格納されている。
激痛の翼（イビルトーチャラー）
DR戦で使用。3対の翼を持った怪物の姿をしている。「ネウロのお気に入りの能力で、使用者の最もしたい事」を察して動く。DRに深手を負わせた。
手掘りの土竜（イビルガントレット）
頭に篭手が付いたモグラを模した拘束具。地面から出現し、対象者を拘束する。テラ戦で使用。
透け透けの鎧（イビルサーフェイサー）
対象物またはその一部をコーティングして保護する。作中では、自爆したテラの頭部をコーティングした。
治癒の失速（イビルストール）
身に着けて長時間動かなければ、空気中の魔力をかき集め、魔力を徐々に回復させる肩掛け。ただし立ったり歩いたりする程度でも集めた魔力が散ってしまい回復速度が大幅に鈍る為、回復に専念するためには殆ど寝たきりを余儀なくされる。ネウロ曰く、「病院の点滴のようなもの」「これで魔力を回復しても全く味気ない」との事で、本当の緊急時にしか使わないらしい。
射手の弛緩（イビルスリンガー）
バネ状の巨大パチンコ。弥子を「シックス」達から逃がすために使用。作中では最後に使用された能力。
普遍の亜空（イビルディメンジョン）
単行本のおまけ漫画で登場。いわゆるタイムマシーン。弥子曰く「設定無視」の代物。

### ドラマCDの作中で使用した魔界777ツ能力
ドラマCDオリジナルの能力。音声のみの紹介であるため、漢字表記は不明。
イビルターンテーブル
ドラマCD第1弾に登場。魔界生物の断末魔を聞くのが好きな、呪われた鼓膜の塊。何故か煙を放出している。録音と逆再生が可能で、さらには再生スピードも変える事が出来る。
イビルデスオペレッタ
ドラマCD第1弾に登場。魔界に生息する巻貝の一種で、対象の耳に差し込むと救いを求める声を一生叫び続ける。
イビルキャスティング
ドラマCD第2弾に登場。魔界の漁に使われる網で、捕らえた獲物を5秒で溶かす。
イビルサイレンサー
ドラマCD第2弾に登場。声以外の雑音を全て吸収する。

### アニメで使用した魔界777ツ能力
アニメオリジナルの能力。
幻覚色眼鏡（イビルイリュージョン）
大きな傘のような形をした道具。劇中で解説されなかったため詳細は不明。相手に幻覚を見せる事ができる。
幻覚喜劇（イビルコメディ）
ゴーグルの様な形をした道具で相手の目に装着して使用する。相手に幻覚を見せるのは幻覚色眼鏡と同様だが、なぜか笑いが止まらなくなる。銃弾から作ったような描写がある。ワタルに対して使用。
魔界の水蟲（イビルインソール）
魔界の中敷。全身ピンク色で中年女性の様な姿をしている。靴の中の雑菌を繁殖させる事で、汗のDNAや足紋を調べる事ができる。
魔界偽称（イビルフィクショネス）
イヤリング大の、小人のように手足が生えた小さな虫状の道具。耳につける（噛みつかせる）ことで身分を偽れる。ただし使用してから30分経過すると耳を食いちぎり、体内に侵入して内臓を食い尽くす。
伐採前歯（イビルチェーンソー）
自らの手をチェーンソーの様に変化させる。真栗一茂に使用。原作でも同様の描写があるものの能力であるという記述は無く、単なる魔力による幻覚ともとれるものであった。アニメ化の際に能力として名称がつけられた。
異次元の裏窓（イビルウインドウ）
幻覚色眼鏡や幻覚喜劇と同じく、幻覚を見せる能力。架空の存在の幻覚を呼び出す際に使われる。本編では窓の中から幻覚の竜が出てきた。他の能力と違い、景色まで変える事は出来ない。

### ゲーム中で使用した魔界777ツ能力
ゲームオリジナルの能力。
双方ともアドベンチャーゲームというジャンルであり殆どがテキストで表現されているため、言及されているもの以外は外見は不明。
『魔人探偵脳噛ネウロ ネウロと弥子の美食三昧 推理つき グルメ&ミステリー』に登場する魔界777ツ能力
魔界端末（イビルスクリーン）
画面下に表示されるアイコンを使い、人と会話をしたり、事件の現場等を調べたりすることができる。また、今までの出来事が書かれた「日記」、調べることにより見つかった「グルメ」が登録されている「弥子ブログ」、事件で手に入れた証拠、今まで出会った人物の情報が登録されている「捜査ファイル」を閲覧することもできる。
夢幻の盛装（イビルコスチューム）
第2話で使用。ネウロと弥子がコスプレする際に使用した。本来は、姿を変え相手を油断させて暗殺するための能力。
狂気の圧縮機（イビルプレッサー）
第2話で使用。魔界端末のA.B.X.Yボタンを同時に押すことにより、対象を薄っぺらくしてしまう。
過度な愛情（イビルピアレント）
第3話で使用。愛のあるビンタを食らわせる。だが、多少過剰なところが玉にキズ。
暗い情念の足跡（イビルトラッキング）
第4話で使用。特定の人物が過去に歩き回った足跡全てを浮かび上がらせる事が出来る。本来は好意を寄せる相手の行動パターンを特定し、待ち伏せするための能力。
『魔人探偵脳噛ネウロ バトルだヨ! 犯人集合!』に登場する魔界777ツ能力
狩る紅葉（イビルハンド）
目のついた手の外見をしている。室内を調べることができ、物質の内側なども対応している。
邪悪な透過光（イビルストロボ）
これから発せられる光を浴びると一定時間他人の視界が透過し、見えていても目に入らなくなる。また、ガラス等光が透過できるものを通過できるようになる。
愚鈍な糸操人形（イビルマリオネット）
世界で最も醜く、それでいて誰にでも似ているような気がする人形。この人形に自らの行動を正確に真似されたとき、人は人としての尊厳を失い抵抗する気力を失ってしまう。
愚鈍なる狗臭（イビルワンフット）
5メートル歩くたびに電柱や壁に自分や他人の臭いを付ける。いわゆるマーキング。
魅惑的な毒前酒（イビルアペリティブ）
毒物を好んで食らう魔界生物。毒が使われたかを判別できる。
焦熱の泥濘（イビルスプリンクラー）
詳しい効果は不明。
無礼者の怨楽隊（イビルオーケストラ）
人間の怨念を糸口として魂の神経を引きずり出し弦にする。奏でることで、情人なら耐えられないほどの苦痛と恍惚を味わう。

## 魔帝7ツ兵器（まていななつどうぐ）
魔界でも数人しか使用できないらしいという、強力な能力。威力も消費魔力ともに通常の魔界777ツ能力とは桁違いである。
深海の蒸発（イビルアクア）
魔界王の大砲型護身兵器。数十メートル程の巨大な主砲と数メートル程の複数の副砲からなる。地上では威力が落ちている。デザインは古代魚アランダスピスに似ている。
対篚口戦にて使用。スフィンクスが率いる多数の洗脳兵たちを一撃で蹴散らした。
単行本のおまけ絵で、ネウロの必殺技「イビルアクア」小Pで発動できるとある。アニメ版では主砲の部分に人を入れて運ぶことも出来る。
朽ちる世界樹（イビルツリー）
巨大な樹木を生やし、周囲を破壊し尽くす。また、ビルの瓦礫を受け止めたり、根でネウロのダミーを作るなど、破壊以外にも柔軟な対応が可能である。
七兵器で使用頻度最多。大塚やテラ戦にて使用した。初披露時は、HALの謎で満腹状態だったため、魔力消費を気にせずあっさり使用された。テラ戦では、人質を守るために使わざるを得ず、魔力を消耗するという、敵の思惑通りの作戦にはまってしまった。
アニメ版では、龍の顔のような物がでていて、原作とはデザインが少し異なる。
国を喰う土地（イビルマッド）
街ひとつを簡単に壊す事のできる頑強な泥巨人（ゴーレム）。全長149メートルもの巨体を誇る。
DR戦で使用。「拒食の工作兵（イビルカーペンター）」でこの兵器を解体し、川の決壊した部分を塞き止める為に使用している。攻撃ではなく、人間を守るために身を削って魔力を消費するという行為であり、敵の思惑である。
飛んで虫に入る火（イビルファイヤー）
スズメバチなど色々な虫を合成したキメラのような姿で、ネウロを乗せて空中へ飛ぶ事ができる超音速移動兵器。
シックスとの最終決戦において、亜音速のステルス爆撃機B-2 に追いつくために使用した。ネウロ曰く、この速度でも出力不足との事。
二次元の刃（イビルメタル）
ネウロ最強の魔界能力・魔帝兵器にして、劇中最後に使用された魔界能力・魔帝兵器でもある。指先に乗る程度の大きさで、ロウソクの炎のような流線型のフォルムの「剣」。「斬る」という過程がなく「斬った」という結果のみを造り出す。一度発動すれば魔界王でも防げず、魔界・人間界問わずあらゆる物を切断できる。召喚に非常に時間がかかる上、召還していられる時間は全兵器中もっとも短く、莫大な魔力を消費するなど欠点も多い。
シックスとの最終決戦にて使用。シックスの（文字通り）鋼の身体を切り裂いたが、代償に干からびるほどの魔力を消費し、ネウロの髪は全て白くなってしまった。さらに、それでもシックスを殺し切れず、決着は別の手段でつくことになる。

## その他
作者絡みで「暗殺教室」のスピンオフである「殺せんせーQ!」にゲスト出演を果たしている。
アニメでは、第11話にて殺せんせーに魔王の座を引き継ぐ元魔王として出演した。声は同じく子安武人が演じている。
原作では最終回にて「異世界に住む強力な魔人」として、イメージカットで1コマのみ登場した。